# S-Oil
S-Oil ist ein südkoreanisches Unternehmen mit Firmensitz in Seoul. Das Unternehmen ist in der Erdölwirtschaft tätig. S-Oil betreibt Raffinerien und produziert verschiedene Produkte der Petrochemie.

## Geschichte
1976 entstand das Unternehmen unter dem Namen Korea-Iran Petroleum Co., Ltd. als Joint Venture von Ssangyong Cement Industrial und der National Iranian Oil Company (NIOC). 1980 waren die Vorarbeiten abgeschlossen und die erste Anlage zur atmosphärischen Destillation fertiggestellt, womit die Voraussetzung zur Herstellung petrochemischer Produkte geschaffen war. Im gleichen Jahr wurde das Unternehmen  in Ssangyong Oil Refining Co., Ltd. umbenannt, nachdem der Iran seine Investitionen herausgezogen hatte. In den folgenden Jahren begann die Produktion von Schmieröl und Motorenbenzin. Im Mai 1987 erfolgte der Börsengang des Unternehmens. 1991 ging es ein Joint Venture und langfristiges Rohöl-Kaufabkommen mit der Aramco Overseas Company ein. Außerdem wurde ein Forschungs- und Entwicklungszentrum eingerichtet. 1996 nahm die erste Schweröl-Cracking-Anlage ihren Dienst auf. 1999 verkaufte Ssangyong Cement Industrial, der bis dahin zweitgrößte Anteilseigner, seine Aktien und das Unternehmen wurde von der Ssangyong Group abgespalten. Im Folgejahr firmierte es zu S-OIL Corporation um.

## Bedeutung
S-Oil wird auf Position 1.402 der Forbes Global 2000 gelistet, was Position 41 innerhalb der südkoreanischen Unternehmen entspricht (Stand 2015).